# Moustafa Fahim
Moustafa Fahim (ur. 10 lipca 1925 w Kairze, zm. 29 kwietnia 2010) – egipski bokser.
Dwukrtonie reprezentował Egipt na Letnich Igrzyskach Olimpijskich w 1948, zajmując 9. miejsce i 1952, plasując się na 17. pozycji.